# العلاقات الكوبية الناميبية
العلاقات الكوبية الناميبية هي العلاقات الثنائية التي تجمع بين كوبا وناميبيا.

## مقارنة بين البلدين
هذه مقارنة عامة ومرجعية للدولتين:
| وجه المقارنة                                              | كوبا                              | ناميبيا      |
| --------------------------------------------------------- | --------------------------------- | ------------ |
| المساحة (كم2)                                             | 109.88 ألف                        | 825.62 ألف   |
| عدد السكان (نسمة)                                         | 11.48 مليون                       | 2.53 مليون   |
| الكثافة السكانية (ن./كم²)                                 | 104.48                            | 3.06         |
| العاصمة                                                   | هافانا                            | ويندهوك      |
| اللغة الرسمية                                             | اللغة الإسبانية                   | لغة إنجليزية |
| العملة                                                    | بيزو كوبي، بيزو كوبي قابل للتحويل | دولار ناميبي |
| الناتج المحلي الإجمالي (بليون دولار)                      | 87.13 مليار                       | 13.24 مليار  |
| الناتج المحلي الإجمالي (تعادل القوة الشرائية) بليون دولار |                                   | 25.60 مليار  |
| الناتج المحلي الإجمالي الاسمي للفرد دولار أمريكي          |                                   | 4.67 ألف     |
| الناتج المحلي الإجمالي للفرد دولار أمريكي                 |                                   | 9.96 ألف     |
| مؤشر التنمية البشرية                                      | 0.769                             | 0.628        |
| رمز المكالمات الدولي                                      | +53                               | +264         |
| رمز الإنترنت                                              | .cu                               | .na          |
| المنطقة الزمنية                                           | 00                                | ت ع م+02:00  |

## مدن متوأمة
في ما يلي قائمة باتفاقيات التوأمة بين مدن كوبية وناميبية:
- ترتبط هافانا مع ويندهوك باتفاقية توأمة منذ 22 نوفمبر 1993.[16][16][16]

## منظمات دولية مشتركة
يشترك البلدان في عضوية مجموعة من المنظمات الدولية، منها:
| علم المنظمة | اسم المنظمة                                 | تاريخ انضمام كوبا | تاريخ انضمام ناميبيا |
| ----------- | ------------------------------------------- | ----------------- | -------------------- |
|             | منظمة التجارة العالمية                      | ?                 | ?                    |
|             | الاتحاد الدولي للاتصالات                    | 16 يناير 1918     | 25 يناير 1984        |
|             | منظمة حظر الأسلحة الكيميائية                | ?                 | ?                    |
|             | يونسكو                                      | 29 أغسطس 1947     | 2 نوفمبر 1978        |
|             | الأمم المتحدة                               | 24 أكتوبر 1945    | 23 أبريل 1990        |
|             | الاتحاد البريدي العالمي                     | ?                 | ?                    |
|             | منظمة الشرطة الجنائية الدولية               | ?                 | ?                    |
|             | مجموعة دول أفريقيا والكاريبي والمحيط الهادئ | ?                 | ?                    |

## وصلات خارجية
- موقع وزارة الخارجية الكوبية